# Jakob Köbel

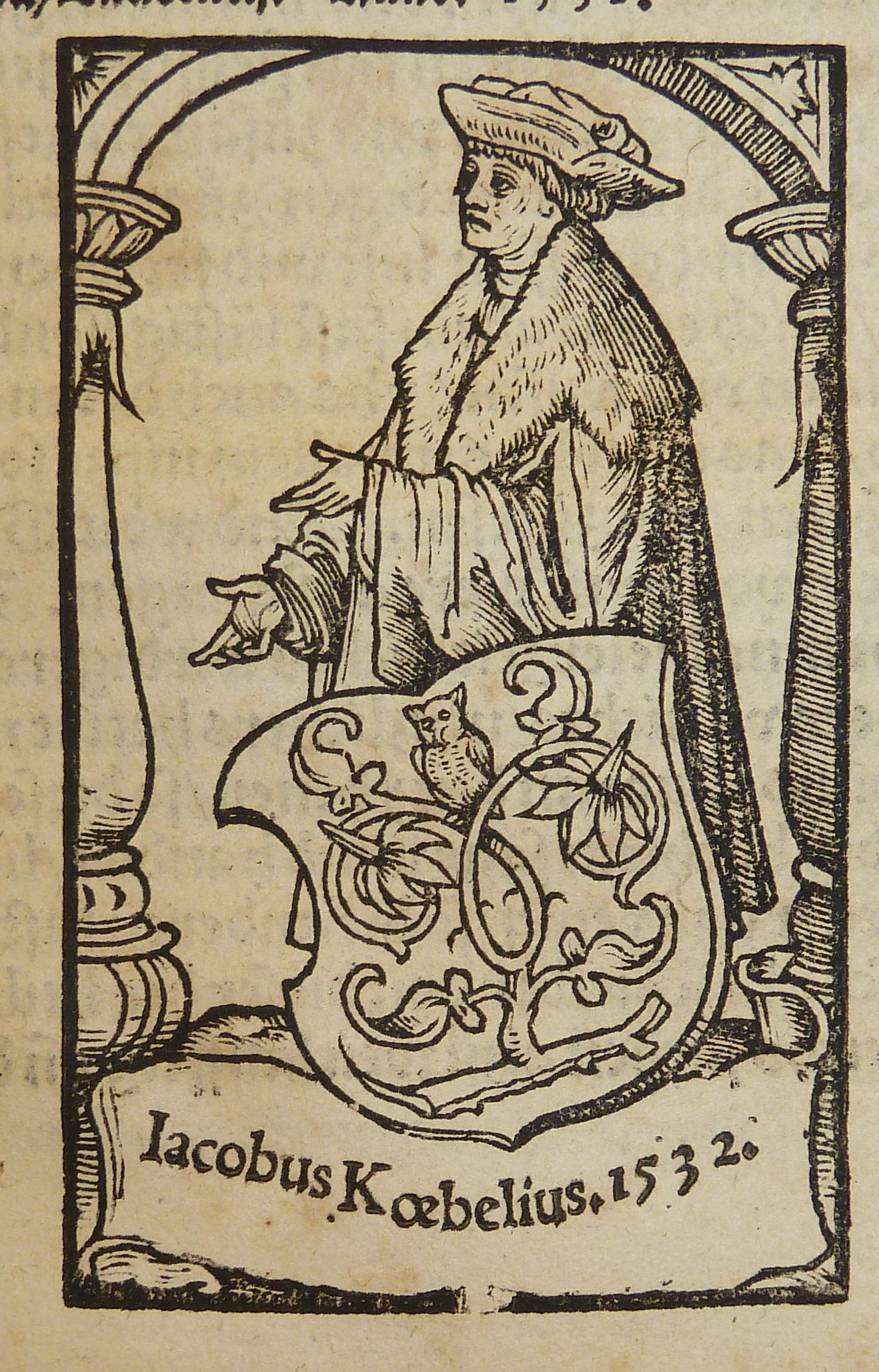
Jakob Köbel, Holzschnitt (1532) mit weißer Eule auf einer Passionsblume als Druckersignet wie es von Köbel ab 1494 jahrzehntelang in Heidelberg und Oppenheim verwendet wurde

Jakob Köbel oder Jacob Köbel (* um 1462 in Heidelberg; † 31. Januar 1533 in Oppenheim am Rhein); auch Jacob Kobel, Kobelius, Kobelin, Jacobus Kobilinus; war ab 1494 Protonotar (Stadtschreiber) von Oppenheim und neben dieser Funktion noch rechtskundiger Prozesshelfer, amtlicher Feldmesser, Eichmeister (Fächter) sowie Rathauswirt, Buchdrucker, Verleger, Holzschneider, bedeutender (mathematischer) Schriftsteller (Rechenmeister), Mitglied (Sodale) der humanistischen Vereinigung Rheinische Gesellschaft für Wissenschaft und Hospes der Sektion Oppenheim.

## Leben

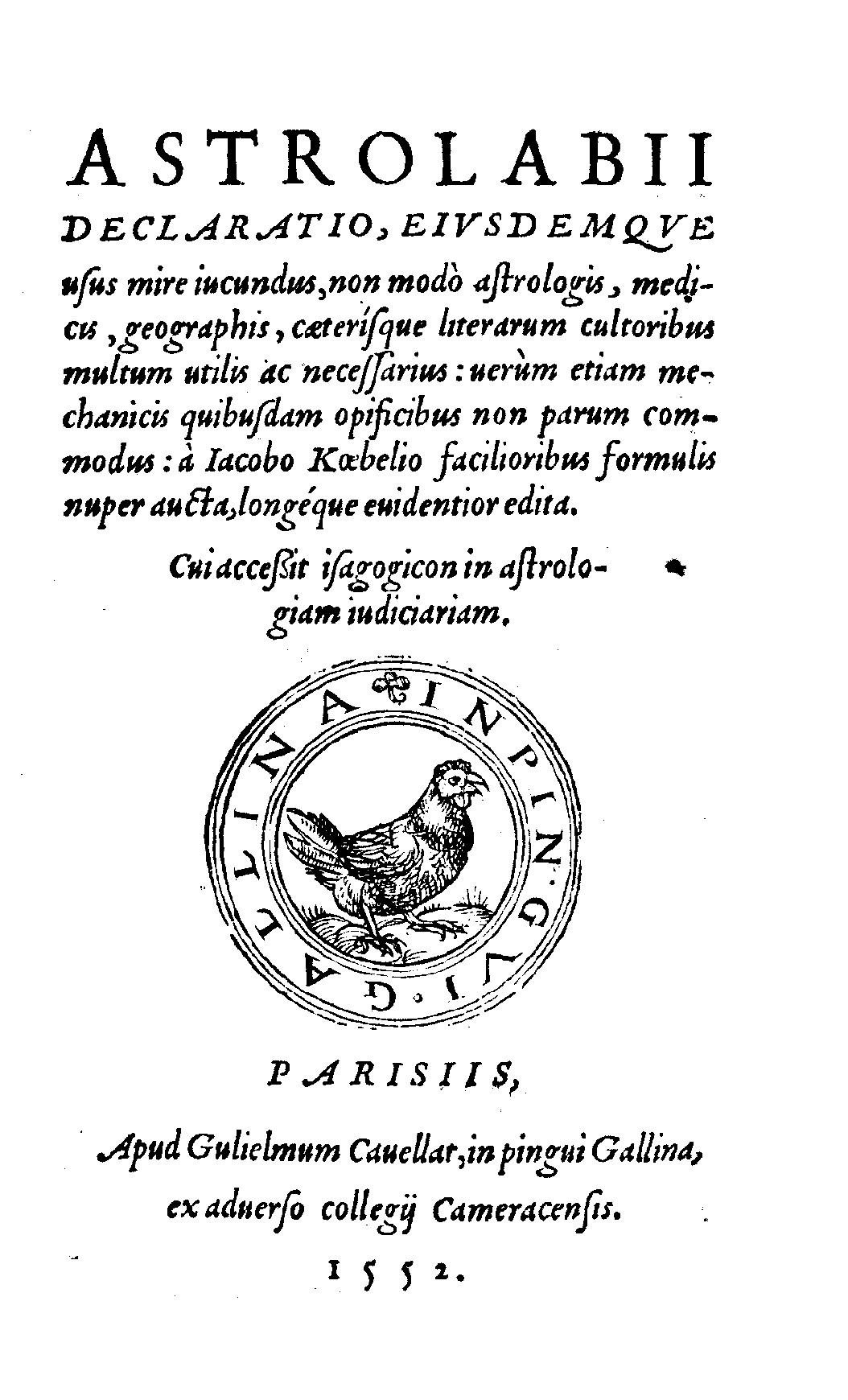
Astrolabii declaratio, 1552

Köbels Lebensumstände sind kaum überliefert; man schließt meist aus seinem umfangreichen und vielfältigen Werken auf seine Biografie.
Wie viele Gelehrten in der Zeit des Humanismus zeichnete sich Köbel durch große Betriebsamkeit und eine vielseitige Bildung aus. Er betätigte sich in allen in der Einleitung genannten Fächern mit großem Erfolg. Er war schon zu Lebzeiten hoch angesehen, sein Zeitgenosse Sebastian Münster erwähnte ihn lobend in seiner Kosmographie. Die Werke Köbels waren beliebt und verbreitet und wurden oft verlegt und nachgedruckt.

### Anfang und Studien in Heidelberg
Jakob Köbel studierte 1480/81 an der Universität seiner Vaterstadt Heidelberg die sieben freien Künste und schloss sie im Juli 1481 als Baccalaureus für das Trivium (Grammatik, Rhetorik, Dialektik) und das Quadrivium (Arithmetik, Geometrie, Astronomie und Musiklehre) ab. Er studierte des Weiteren Jura und erwarb den Grad eines Baccalaureus beider Rechte.

### Verleger in Heidelberg
Schon früh betätigte er sich als Verleger, und zwar bezüglich einiger Drucke des Heidelberger Publizisten und Druckers Heinrich Knoblochtzer. Spätestens Mitte 1493 bis Spätsommer 1494 betätigte sich Köbel in Heidelberg als Drucker (in der Druckerei von Knoblochtzer). Im Jahr 1493 gab Köbel als Buchführer dort die „Editio princeps der deutschen Fischbüchlein“ heraus.

### Studium in Krakau
Zur weiteren Ausbildung in seinen Lieblingsfächern ging er um 1490 an die Universität Krakau, die wegen ihres mathematischen Ruhmes alle anderen hohen Schulen in Deutschland überragte
Köbel traf dort auf den ebenfalls Mathematik studierenden Nicolaus Copernicus und hielt diese Jugendbeziehung wohl auch in späteren Jahren aufrecht, wie der Kopernikus-Biograph Simon Starowolski 1627 berichtet.
Die neuere Forschung sieht das Studium in Krakau nicht mehr als belegt an.

### Stadtschreiber in Oppenheim
Spätestens im Herbst 1494 übernahm er als Stadtschreiber die höchste Verwaltungsfunktion in der Stadt Oppenheim und hatte dieses Amt bis zu seinem Tode inne. Am 8. Mai des gleichen Jahres hatte er die Tochter des Oppenheimer Ratsherrn Henrich zum Gelthus geheiratet. Neben seiner Hauptfunktion war er auch als amtlicher Feldmesser und Eichmeister tätig und betrieb zeitweise die Ratsweinwirtschaft.

### Buchdrucker und Verleger in Oppenheim
Seine schon in Heidelberg begonnene Verlegertätigkeit setzte Köbel in Oppenheim fort und errichtete in der Rentzergasse (heute Pfaugasse) eine eigene Druckerei. Bis 1515 oder länger benutzte Köbel auch Holzstöcke, die bereits Knoblochtzer 1490 in Heidelberg verwendet hatte. Erste Drucke erschienen 1499. Ein bereits 1493 von Köbel in Heidelberg herausgegebenes Buch über Fischfang (das erste gedruckte deutsche „Fischbüchlein“) ist nur in einem Nachdruck von 1518 erhalten.
Als Humanist stand er der lutherischen Lehre anfangs offen gegenüber und druckte u. a. auch dessen Schriften nach. Außerdem verlegte er 1528 zwei Ausgaben von Sebastian Münsters Instrument der Sonne.
Das Calendarium Romanum Magnum von Johannes Stöffler, mit dessen Vorschlag zur Kalenderreform, war 1518 in Oppenheim von Köbel gedruckt worden. Ein Exemplar aus dem Besitz von Nicolaus Copernicus gelangte als Beutekunst der Polnisch-Schwedischen Kriege des 17. Jahrhunderts in die Bibliothek der Universität Uppsala. Die DNA-Analyse von zwei Haaren, die in dem Buch gefunden worden waren, und eines Zahnes eines im Frauenburger Dom gefundenen Schädels ergab, dass beide mit hoher Wahrscheinlichkeit dem Astronomen zugeordnet werden können.

### Lebensabend
Aus gesundheitlichen Gründen schloss er 1529 seine Druckerei und war nur noch schriftstellerisch tätig. Er starb am 31. Januar 1533. Sein Grab ist in der Katharinenkirche in Oppenheim.

## Veröffentlichungen (Auswahl)
Durch eine ähnliche Signatur wurden zeitweise seine Holzschnitte mit denen des Jacob Kallenberg verwechselt.
- Die kunst wie man Visch und Vögel fahen sol. Mit den Henden Reusen Anglen Namen Pletzen. H. Froschauer, Augsburg 1518 (Nachdruck des August oder September 1493 – nicht 1498 wie vom Nachdrucker fingiert – in Heidelberg von Jakob Köbel erstmals aufgelegten und dem Mainzer Domherrn Gilbrecht von Buseck gewidmeten „Fischbüchleins“, ein Köbel von seinem Freund Johann Rittershofen bzw. Ritterßhofen, dem Stadtschreiber von Neustadt an der Hardt, vorgelegter handschriftlicher Traktat).[14]
  - Erweitert auch als zweiter Teil in: Gregor Mangolt: Fischbuch. Von der Natur und Eigenschaft der Fische. Christoph Froschauer, Zürich 1557 (weitere Auflagen: 1576, 1578, 1598 und öfter)[15][16]
- Der fuoßpfadt tzuo der ewigen seligkejt. Knoblochtzer, Heidelberg 1494.[17]
- Eynn Newe geordent Reche büchlein vf den linien mit Rechepfenigen (Oppenheim, 1514, 1520; Augsburg 1514, 1516 durch Erhart Öglin; Franckfort 1544 Christian Egenolffen)
  - Ain new geordnet Rechenbiechlin auf den linien mit Rechen pfeningen. Augsburg bei Erhart Öglin 1514, (diglib.hab.de Herzog August Bibliothek Wolfenbüttel).
- Eynn Newe geordet Vysirbuch (Oppenheim, 1515) (Online)
- Decastichon in peregrinationẽ ad sanctum Philippũ confessorem (Oppenheim, 1516)
- Mit der Kryde oder Schreibfedern - Rechepüchlein (Oppenheim, 1520)
- Vom vrsprung der Teilug / Maß / vn Messung deß Ertrichs der Ecker (Oppenheim, 1522)
- Rechnen vnd Visieren (Franckenfurt am Meyn, 1532 durch Christian Egenolffen) (Online)
- Eyn künstlich sonn Vhr inn eynes yeden meschen Lincken handt (zu Meyntz, 1532 bey Peter Jordan)
- Geometrey (Erstausgabe, 1535, posthum.) im Nachdruck, Franckfort am Mayn, 1598 (digital.slub-dresden.de Sächsische Landesbibliothek – Staats- und Universitätsbibliothek Dresden),.